# Lévosimendan
Le lévosimendan est un médicament de la famille des sensibilisateurs calciques, utilisé en perfusion intraveineuse dans le traitement de l'insuffisance cardiaque aiguë congestive.

## Propriétés
il augmente la contraction du muscle cardiaque et en améliore la relaxation, sans augmenter la consommation de ce dernier en oxygène. Il a une action vasodilatatrice, en particulier au niveau des artères coronaires.
Finalement, il améliore les symptômes d'une insuffisance cardiaque décompensée, mais sans faire mieux que la dobutamine et sans démonstration d'un gain sur le pronostic de la maladie. 
Une forme orale a été développée, permettant au moins une amélioration de la qualité de vie des personnes ayant une insuffisance cardiaque grave.

## Mise en marché
L'Orion Corporation a initialement développé ce médicament et a fait application pour une demande de drogue nouvelle en 1998 aux États-Unis. Toutefois, la FDA a demandé que d'autres essais cliniques soient effectués et Orion a retiré sa demande en novembre 1999. Par contre, Orion a réussi à obtenir l'autorisation de commercialiser le médicament en Suède en 2000. Depuis cette date, près de 40 autres pays à travers le monde ont approuvé le médicament, mais il reste sans licence aux États-Unis, au Canada et de nombreux autres pays européens.